# Eoghan Murphy
Eoghan Murphy (irl. Eoghan Ó Murchú; ur. 23 kwietnia 1982 w Dublinie) – irlandzki polityk, Teachta Dála, w latach 2017–2020 minister.

## Życiorys
Kształcił się w St Michael's College w Dublinie. Ukończył filologię angielską i filozofię na University College Dublin, po czym uzyskał magisterium ze stosunków międzynarodowych w King’s College London. Pracował w organizacjach pozarządowych i instytucjach ONZ zajmujących się kontrolą zbrojeń i rozbrojeniem. Zaangażował się w działalność polityczną w ramach Fine Gael. W 2009 został wybrany do rady miejskiej w Dublinie.
W wyborach w 2011 po raz pierwszy uzyskał mandat posła do Dáil Éireann. Do niższej izby irlandzkiego parlamentu z powodzeniem ubiegał się o reelekcję w 2016 i 2020.
W maju 2016 Enda Kenny powierzył mu stanowisko ministra stanu w departamencie finansów (poza składem gabinetu). W czerwcu 2017 nowy premier Leo Varadkar awansował go do rangi ministra odpowiedzialnego za sprawy mieszkalnictwa i planowania. Funkcję tę pełnił do czerwca 2020. W kwietniu następnego roku zrezygnował z mandatu poselskiego, deklarując powrót do pracy w sektorze stosunków międzynarodowych.